# Abaris Books
Abaris Books ist ein US-amerikanischer Buchverlag mit Sitz in Norwalk (Connecticut). 
Der Verlag wurde 1970 in New York von dem deutsch-amerikanischen Unternehmer und Kunsthistoriker Walter L. Strauss (1922–1988) gegründet und ist auf kunsthistorische Publikationen spezialisiert. Benannt ist es nach Abaris dem Hyperboreer.
Zum Verlagsprogramm gehören unter anderem die Werkverzeichnisse der Zeichnungen von Albrecht Dürer (The Complete Drawings of Albrecht Dürer, 1974) sowie der Zeichnungen aus der Rembrandt-Schule (Drawings of the Rembrandt School, 1979 ff.). Das größte Verlagsunternehmen besteht in der Herausgabe des vielbändigen Corpuswerkes The Illustrated Bartsch, von dem bereits über 100 großformatige Bände erschienen sind.